# Берти, Роберт, 4-й герцог Анкастер и Кестевен
Ро́берт Бе́рти, 4-й ге́рцог Анка́стер и Кестевен (англ. Robert Bertie, 4th Duke of Ancaster and Kesteven; 17 октября 1756 — 8 июля 1779) — британский аристократ, 4-й герцог Анкастер и Кестевен (1778—1779).

## Биография
Роберт Берти был вторым сыном Перегрина Берти, 3-го герцога Анкастер и Кестевен и его второй супруги Мэри Берти, дочери сэра Томаса Пантона. После смерти старшего брата Перегрина Томаса в декабре 1758 года получил титул маркиз Линдси.
Получил образование в Итонском колледже, а затем поступил в Колледж Святого Иоанна. В 1778 году после смерти отца унаследовал все его титулы, а также должность лорда великого камергера и был назначен лорд-лейтенантом Линкольншира. Скончался 8 июля 1779 года в возрасте 22 лет от скарлатины, он не был женат и не имел законных сыновей. Его три титула унаследовал дядя Браунлоу Берти, а титул барона был отменён, но был восстановлен в 1780 году для его младшей сестры Присциллы.